# Балжанов, Кумар Каирбаевич
Кумар Каирбаевич Балжанов (30 декабря 1928, нефтепромысел Доссор, Доссорский район, Гурьевский округ, Казахская АССР, РСФСР  — 12 февраля 2017) — советский и казахстанский геолог, первооткрыватель нефтегазовых месторождений. Лауреат Государственной премии Республики Казахстан (1994). Заслуженный нефтяник Казахской ССР (1978). Почётный нефтяник СССР (1970).

## Биография
С 1944 г. работал слесарем на авторемонтном заводе.
Окончил Гурьвский нефтяной техникум (1952) и Московский нефтяной институт им. Губкина по специальности «горный инженер» (1957).
Работал оператором добычи нефтепромысла Доссор, мастером подземного ремонта скважин, начальником ПТО, старшим инженером цеха укрупненного нефтепромысла Макат. С 1961 . главный инженер нефтепромыслов Сагыз, Доссор.
С 1966 по 1972 г. начальник нефтегазодобывающего управления «Прорванефть», с 1972 по 1983 г. — главный инженер, заместитель генерального директора производственного объединения «Эмбанефть». С 1983 г. до выхода на пенсию в 1994 г. — начальник нефтегазодобывающего управления «Жайыкнефть».
Один из первооткрывателей крупнейшего в мире Тенгизского нефтегазового месторождения.
В 2015 г. в его честь  названо  научное судно «Кумар Балжанов».

## Награды и звания
Лауреат Государственной премии Республики Казахстан.
Награждён орденами Трудового Красного Знамени (дважды) и Дружбы народов, и дважды орденом «Құрмет» (1999, 2008).
Почётный нефтяник СССР. Заслуженный нефтяник Казахской ССР. Первооткрыватель месторождения.

## Семья
Сын — Балжанов Аскар Кумарович, предприниматель.